# 草白蟻科
草白蟻科，也称原白蚁科，在等翅下目中，属于比较原始的一个类群，在某些方面比澳白蚁科表现的更原始。本科的一些属，其有翅成虫左上颚有3个缘齿，而澳白蚁科只有两个。但总体来看，澳白蚁科仍是等翅下目中最原始的类群。

## 形态
本科各品级头部无囟，前胸背板扁平，狭窄于头宽，足第1跗节仅在下方分裂，成一分二状态，但上方不分裂，仍为1节，因此下面观跗节为5节，上面观仅现4节，尾须长，4～8节。有翅成虫缺单眼，触角15～27节；兵蚁胫节具2～4枚端刺。

## 下属
- 原白蚁属 Hodotermopsis

## 分布
主要分布在埃塞俄比亚区、东洋区和古北界